# Simon Says (Band)
Simon Says ist eine schwedische Progressive-Rock-Band.

## Geschichte
In den frühen 1990er Jahren war der Journalist Stefan Renström (* 1965) als Bassist bei der Stockholmer Progressive-Rock-Band Ägg tätig, aus der später Paatos hervorging. Aus persönlichen Gründen verließ Renström 1993 Stockholm und die Band und ließ sich in seiner Heimatstadt Falköping nieder. Dort gründete er zusammen mit dem jungen Sänger Daniel Fäldt (* 1975) Ende 1994 das Projekt Simon Says. Mit wechselnden Begleitmusikern spielten sie das erste, in Schweden erfolgreiche Album Ceinwen ein, das mit Retro-Prog an den klassischen Progressive Rock der 1970er Jahre anknüpfte. Zu dieser Zeit spielten Simon Says nur kostenlose Konzerte, und die Band brach auseinander. Renström konzentrierte sich auf seine Arbeit in der Space-Rock-Band The Moor; Fäldt ging für längere Zeit nach Indien und lernte dort Sitar. 2002 hatte Renström genug neues Material geschrieben, holte Fäldt aus Benares zurück und spielte mit neuen Begleitmusikern das zweite Album Paradise Square ein, das deutlich an die Musik der frühen Genesis angelehnt war. Dieses Album führte zu mehreren Anfragen, sich an Prog-Mammutprojekten wie der Vertonung der Odyssee und der Kalevala zu beteiligen (diese Aufnahmen wurden später auf dem Album Siren Songs gesammelt). Nach dem 2008 veröffentlichten Album Tardigrade, das allgemein als bisher bestes Album von Simon Says angesehen wird ("Platte des Monats" bei der Musikzeitschrift Eclipsed und auf den Babyblauen Seiten), ging Fäldt wieder auf Weltreisen.

## Diskografie
- 1995: Ceinwen
- 2002: Paradise Square
- 2008: Tardigrade
- 2011: Siren Songs